# The Sims Life Stories
The Sims Life Stories este primul joc video din seria The Sims Stories. A fost lansat pe data de 6 februarie 2007, deschizând seria jocurilor „laptop friendly” care nu au nevoie de o placă video independentă. Următoarul joc din serie, The Sims Pet Stories, a fost lansat pe data de 19 iunie 2007.
În modul poveste, jucătorul joacă controlează viețile lui Riley Harlow, care se mută din SimCity pentru a locui în Four Corners alături de mătușa sa Sharon, și Vince Moore, un milionar ce își caută adevărata dragoste. Există și modul clasic, fără questuri, în care cele două personaje intră după finalizarea poveștii (se poate juca de la început în acest mod, cu o nouă familie). 